# Навчально-польова дивізія «Норд»
Навчально-польова дивізія «Норд» (нім. Feldausbildungs-Division Nord) — навчальна піхотна дивізія Вермахту за часів Другої світової війни.

## Історія
Навчально-польова дивізія «Норд» сформована 19 травня 1944 року на території Курляндського півострову шляхом переформування 388-ї навчально-польової дивізії. 2 лютого 1945 року перейменована на навчально-польову дивізію «Курланд», що перебувала в резерві групи армій «Курляндія» на території латвійського регіону Курляндія.

## Райони бойових дій
- СРСР (північний напрямок) (травень — жовтень 1944)
- СРСР (Курляндський котел) (жовтень 1944 — лютий 1945)

## Командування

### Командири
- Генерал-лейтенант Йоганн Пфлюгбайль (нім. Johann Pflugbeil) (19 травня 1944 — 2 лютого 1945)

### Підпорядкованість
| Час   | Корпус | Армія       | Група армій (округ)     | Штаб |
| ----- | ------ | ----------- | ----------------------- | ---- |
| 1944  |        |             |                         |      |
| лютий |        | 16-та армія | Група армій «Курляндія» |      |

## Склад
| 1945                                        |
| ------------------------------------------- |
| 639-й навчально-польовий гренадерський полк |
| 640-й навчально-польовий гренадерський полк |